# Ficus angladei
Espèce
Synonymes
- Ficus angladei C.E.C.Fisch.[2]
- Ficus huegelii Kunth & C.D.Bouché.[2]
- Ficus macrocarpa Hügel ex Miq.[2]
- Ficus squamellosa (Miq.) Miq.[2]
- Urostigma macrophyllum Miq.[2]
- Urostigma squamellosum Miq.[2]

Statut de conservation UICN

 CR B1+2c : 
En danger critique
Ficus angladei est une espèce de plantes de la famille des Moraceae.

## Publication originale
- Bulletin of Miscellaneous Information, Royal Gardens, Kew 1925: 332. 1925.